# Камчинская
Камчинская — река в России, протекает по Ханты-Мансийскому АО. Устье реки находится в 70 км по правому берегу реки Мал. Салым. Длина реки составляет 59 км, площадь водосборного бассейна 444 км².

## Данные водного реестра
По данным государственного водного реестра России, относится к Верхнеобскому бассейновому округу, водохозяйственный участок реки — Обь от города Нефтеюганск до впадения реки Иртыш, речной подбассейн реки — Обь ниже Ваха до впадения Иртыша. Речной бассейн реки — (Верхняя) Обь до впадения Иртыша.
Код объекта в государственном водном реестре — 13011100212115200050390.